# Blount County, Tennessee
Blount County är ett administrativt område i delstaten Tennessee, USA, med 123 010 invånare. Den administrativa huvudorten (county seat) är Maryville.
Del av Great Smoky Mountains nationalpark ligger i countyt.

## Geografi
Enligt United States Census Bureau har countyt en total area på 1 468 km². 1 447 km² av den arean är land och 21 km² är vatten.

### Angränsande countyn
- Knox County, Tennessee - nord
- Sevier County, Tennessee - öst
- Swain County, North Carolina - syd
- Graham County, North Carolina - sydväst
- Monroe County, Tennessee - sydväst
- Loudon County, Tennessee - väst

### Orter
- Alcoa
- Eagleton Village
- Friendsville
- Louisville
- Maryville (huvudort)
- Rockford
- Seymour (delvis i Sevier County)
- Townsend
- Vonore (delvis i Monroe County)
- Walland
- Wildwood